# Distretto di Kyegegwa
Il distretto di Kyegegwa è un distretto dell'Uganda, situato nella Regione occidentale.